# Superbasen
In der Chemie ist eine Superbase eine extrem starke Base. Wie stark eine Base sein muss, um als „Superbase“ zu gelten, ist nicht eindeutig definiert – häufig wird Natriumhydroxid (Ätznatron) als Maßstab verwendet (demnach wäre eine Superbase also eine Base, die stärker ist als Natriumhydroxid), so wie für die Definition der Supersäure häufig die Schwefelsäure als Maßstab benutzt wird. Für organische Superbasen wird Protonenschwamm mit einem pKs von 18,6 als Referenz verwendet.
Es gibt drei Hauptklassen, in die man Superbasen einteilt: organische Superbasen, organometallische Superbasen und anorganische Superbasen (welche typischerweise Salze mit stark geladenen Anionen sind).

## Beispiele für Superbasen
- Organische Superbasen sind die Protonenschwämme wie z. B. 1,8-Bis(dimethylamino)naphthalin.
- Organometallische Superbasen sind beispielsweise die Lithiumorganyle, wie Lithiumdiisopropylamid (LDA, pKs-Wert ~ 36[2]). Eines der stärksten Vertreter ist eine superbasische Mischung, die als Lochmann-Schlosser-Base bekannt ist.
- Ein Beispiel für eine anorganische Superbase ist Lithiumnitrid.
- Weitere Beispiele für (organische) Superbasen sind Alkoholate (der pKs-Wert der konjugierten Alkohole beträgt ~ 16[3]) und Phosphazene, die bisher als die stärksten ungeladenen Basen gelten.